# Sonia Boyce
Sonia Dawn Boyce (Londres, 1962) es una artista visual británica afrocaribeña que vive y trabaja en Londres. En el 2022 se convirtió en la primera mujer negra en ser seleccionada por el British Council para representar a Gran Bretaña en los 127 años de historia de la Bienal de Venecia y ganó el León de Oro a la Mejor Participación Nacional por Feeling Her Way. Sus primeros trabajos abordaron cuestiones de raza y género en los medios y en la vida cotidiana. El trabajo de Boyce implica dibujo, impresión, fotografía, video y sonido. Su arte explora "la relación entre el sonido y la memoria, la dinámica del espacio y la incorporación del espectador ". 
Es profesora de Arte Negro y Diseño en la Universidad de las Artes de Londres . Los intereses de investigación de Boyce exploran el arte como una práctica social y los debates críticos y contextuales que surgen de esta área de estudio. Con énfasis en el trabajo colaborativo, Boyce ha estado trabajando con otros artistas desde 1990, a menudo involucrando improvisación y acciones performativas espontáneas por parte de sus colaboradores. Boyce ha enseñado prácticas de estudio de Bellas Artes durante más de treinta años en varias facultades de arte en el Reino Unido. El 9 de marzo de 2016, fue elegida miembro de la Real Academia de Arte .

## Biografía
Nacida en Islington, Londres, en 1962, Boyce estudió en la Eastlea Comprehensive School en Canning Town, East London, de 1973 a 1979. Entre 1979 y 1980 completó un Curso Básico en Arte y Diseño en East Ham College of Art and Technology y completó una licenciatura en Bellas Artes en el Stourbridge College de 1980 a 1983 en West Midland .
Trabaja con una variedad de medios que incluyen fotografía, instalación y texto. Obtuvo prominencia como parte del renacimiento cultural británico negro de la década de 1980. Su trabajo también hace referencia al feminismo. Roy Exley (2001) ha escrito: "El efecto de su trabajo ha sido reorientar y renegociar la posición del arte negro o afrocaribeño dentro de la corriente cultural principal".
Una de las primeras exposiciones en las que participó fue en 1983 en el Africa Centre de Londres, titulada Five Black Women . Los primeros trabajos de Boyce fueron grandes dibujos de tiza y pastel que representaban a amigos, familiares y experiencias de la infancia. A partir de sus antecedentes, a menudo incluía representaciones de patrones de papel tapiz y colores brillantes asociados con el Caribe. A través de este trabajo, la artista examinó su posición como mujer negra en Gran Bretaña y los eventos históricos en los que se arraigó esa experiencia. También participó en la exposición Black Women Time Now de 1983.
En 1989, formó parte de un grupo de cuatro mujeres artistas que crearon una exposición llamada "La otra historia", que fue la primera muestra del modernismo británico africano, caribeño y asiático.
En sus trabajos posteriores, Boyce utilizó diversos medios, incluida la fotografía digital, para producir imágenes compuestas que representan la vida negra contemporánea. Aunque se ve que su enfoque se ha alejado de las experiencias étnicas específicas, sus temas continúan siendo las experiencias de una mujer negra que vive en una sociedad blanca, y cómo la religión, la política y la política sexual conformaron esa experiencia.
Boyce recibió la Orden del Imperio Británico en la Lista de Honores del Cumpleaños de la Reina 2007, por sus servicios al arte. El 9 de marzo de 2016, fue elegida miembro de la Real Academia de Arte .
En 2016, Boyce se convirtió en miembro de la Real Academia de Arte, una sociedad en Inglaterra creada por Jorge III para artistas y diseñadores.
En 2018, como parte de una exposición retrospectiva de Boyce en la Galería de Arte de Manchester, los curadores de la galería la invitaron a realizar un nuevo trabajo en diálogo con las galerías de los siglos XVIII y XIX de la colección, para lo cual Boyce invitó a artistas de performance a participar con estas obras en estas galerías, como han dicho los artistas, 'de una manera no binaria'. Como parte de uno de estos eventos, los artistas decidieron retirar temporalmente la pintura Hylas and the Nymphs de JW Waterhouse de la pared de la galería, lo que provocó una amplia discusión sobre temas de censura y toma de decisiones curatoriales, interpretación y juicio, por parte del público de la galería y en los medios de comunicación.
Boyce ha sido profesora y usa talleres como parte de su proceso creativo. Sus obras se pueden ver en muchas colecciones nacionales entre ellas en las colecciones de Tate Modern, Museo de Victoria y Alberto, Government Art Collection, British Council y Arts Council Collection en Southbank Centre.
En 2018, la BBC Four realizó el documental Whoever Heard of a Black Artist? Historia del arte oculto de Gran Bretaña, en el que Brenda Emmanus siguió a Boyce mientras viajaba por el Reino Unido siguiendo la historia de los artistas negros y el modernismo. Boyce dirigió un equipo en la preparación de una exposición en la Galería de Arte de Manchester que se centró en artistas de ascendencia africana y asiática que han desempeñado un papel en la configuración de la historia del arte británico.
Fue nombrada Oficial de la Orden del Imperio Británico (OBE) en los Honores de Año Nuevo de 2019 por sus servicios en arte.
En 2022 fue galardonada con el León de Oro de la Bienal de Venecia.

## Historias de las mujeres silenciadas en la Bienal de Venecia
En abril de 2022 fue galardonada con el León de Oro a la Mejor Participación Nacional de la Bienal de Venecia por su exposición Feeling Her Way centrada en la experimentación vocal de cinco destacadas músicas negras, encarnando sentimientos de poder, libertad y vulnerabilidad.
Al otorgar el galardón, el jurado señaló: “Sonia Boyce propone… otra lectura de las historias a través del sonido. Al trabajar en colaboración con otras mujeres negras, revela una gran cantidad de historias silenciadas”.
Las artistas que colaboraron en la exposición fueron Poppy Ajudha, Jacqui Dankworth, Sofia Jernberg, Tanita Tikaram y la compositora Errollyn Wallen) invitadas a improvisar, interactuar y jugar con sus voces. Las obras de video ocupan un lugar central entre los papeles pintados en mosaico característicos de Boyce y las estructuras geométricas doradas, y las habitaciones del Pabellón están llenas de sonidos, a veces armoniosos, a veces chocantes, que encarnan sentimientos de libertad, poder y vulnerabilidad.
Cuando en febrero de 2020 se anunció que Boyce había sido seleccionada para representar a Reino Unido en la 59.ª Bienal de Venecia se convirtió en la primera mujer negra en la historia seleccionada. La directora de artes visuales del British Council, Emma Dexter, afirmó que el trabajo inclusivo y poderoso de Boyce sería una selección perfecta para este momento significativo en la historia del Reino Unido. Boyce asistió por primera vez a la Bienal en 2015, formó parte de la exposición "All the World's Features" del curador Okwui Enwezor.

## Medio
En sus primeros años artísticos, Boyce usaba tiza y pastel para hacer dibujos de sus amigos, su familia y ella misma. Más tarde se formó incorporando fotografía, diseño gráfico, cine y caricatura para transmitir mensajes políticos en su trabajo. La incorporación del collage le permitió explorar piezas más complejas. Es importante subrayar la utilización de la caricatura por parte de Boyce en su trabajo. Históricamente, la caricatura está destinada a mostrar características exageradas de las personas. A menudo son grotescos y pueden incitar percepciones negativas de sus sujetos. Mediante el uso de caricaturas, Boyce se permite recuperarlas a su propia imagen.

## Mensaje
El trabajo de Boyce tiene conexiones políticas. Utiliza una variedad de medios dentro del mismo trabajo para transmitir mensajes que giran en torno a la representación negra, las percepciones del cuerpo negro y las nociones generalizadas que surgieron del racismo científico . En los cuerpos, Boyce trabaja para transmitir el aislamiento personal consecuencia de ser negro en una sociedad blanca. En su trabajo explora las nociones del Cuerpo Negro como el "otro". Habitualmente, usa el collage para transmitir un cuerpo de arte que incita a una historia complicada. Boyce se levantó como un artista destacado en la década de 1980 cuando tuvo lugar el Renacimiento Cultural Negro. El movimiento surgió de la oposición al conservadurismo de Thatcher y las políticas de su gabinete. Utilizando este telón de fondo social, Boyce toma las narrativas convencionales que rodean al cuerpo negro y las pone patas arriba. A través de su arte transmite la esperanza de revertir las nociones etnográficas de raza que prevalecieron durante la esclavitud y después de que los esclavos se emanciparon .

## Exposiciones

### Individuales
- Conversations, The Black-Art Gallery, London (1986)
- Sonia Boyce, Air Gallery, London (1986)
- Sonia Boyce: recent work, Whitechapel Art Gallery, London (1988)
- Something Else, Vanessa Devereux Gallery, London (1991)
- Do You Want To Touch?, 181 Gallery, London (1993)
- Sonia Boyce: PEEP, Royal Pavilion Art Gallery, Brighton (1995)[10]
- Recent Sonia Boyce: La, La, La, Reed College, Portland, Oregon (2001)
- Devotional, National Portrait Gallery, London (2007)
- For you, only you (ed. Paul Bonaventura, Ruskin School of Drawing &amp; Fine Art, Oxford University, and tour, 2007/2008)[10]
- Crop Over, Harewood House, Leeds, and Barbados Museum & Historical Society (2007/2008)
- Like Love – Part One, Spike Island, Bristol, and tour (2009–2010);[20] "Part 2 and Part 3" (2009–2010)
- Scat – Sound and Collaboration, Iniva, Rivington Place, London (2013)
- Paper Tiger Whisky Soap Theatre (Dada Nice), Villa Arson, Nice (2016)
- Manchester Art Gallery (2018)

### Colectivas
- Five Black Women, Africa Centre, London (1983)
- Black Woman Time Now, Battersea Arts Centre, London (1983)
- Strip Language, Gimpel Fils, London (1984)
- Into The Open, Mappin Art Gallery, Sheffield (1984)
- Heroes And Heroines, The Black-Art Gallery, London (1984)
- Room At The Top, Nicola Jacobs Gallery, London (1985)
- Blackskins/Bluecoat, Bluecoat Gallery, Liverpool (1985)[10]
- Celebrations/Demonstrations, St Matthews Meeting Place, London (1985)[10]
- No More Little White Lies, Chapter Arts Centre, Cardiff (1985)[10]
- Reflections, Riverside Studios, London (1985)[10]
- The Thin Black Line, ICA, London (1985)[10]
- From Generation To Generation, Black Art Gallery, London (1985)[10]
- Some Of Us Are Brave – All Of Us Are Strong, Black Art Gallery London (1986)
- Unrecorded Truths, Elbow Room, London (1986)
- From Two Worlds, Whitechapel Art Gallery, London (1986)
- Caribbean Expressions In Britain, Leicestershire Museum and Art Gallery (1986)
- Basel Art Fair, Switzerland (1986)
- State Of The Art, ICA, London (1986)
- A Cabinet Of Drawings, Gimpel Fils, London (1986)
- The Image Employed – The Use Of Narrative In Black Art, Cornerhouse, Manchester (1987)
- Critical Realism, Nottingham Castle Museum and Art Gallery (1987)
- Basel Art Fair, Switzerland (1987)
- Royal Overseas League, London (1987)
- The Essential Black Art, Chisenhale Gallery, London (1988)
- The Impossible Self, Winnipeg Art Gallery, Winnipeg (1988)
- The Thatcher Years, Angela Flowers Gallery, London (1988)
- Fashioning Feminine Identities, University of Essex, Colchester (1988)
- Along The Lines of Resistance, Cooper Art Gallery, Barnsley (1988)
- The Wedding, Mappin Art Gallery, Sheffield (1989)
- The Other Story, Hayward Gallery, London (1989)
- The Cuban Biennale, Wifredo Lam Cultural Centre, Havana (1989)
- The British Art Show, McLellan Galleries, Glasgow (1990)
- Distinguishing Marks, University of London (1990)
- The Invisible City, Photographers Gallery, London (1990)
- Black Markets, Cornerhouse, Manchester (1990)
- Delfina Open Studios, London (1991)
- Shocks To The System, South Bank Centre, London (1991)
- Delfina Annual Summer Show, London (1991)
- An English Summer, Palazzo della Crepadona, Belluna, Italy (1991)
- Photo Video, Photographers Gallery, London (1991)
- Delfina Annual Summer Show, London (1992)
- White Noise, IKON Gallery, Birmingham (1992)
- Northern Adventures, Camden Arts Centre and St Pancras Station, London (1992)
- Nosepaint Artist Club, London (1992)
- Innocence And Experience, Manchester City Art Galleries (1992)
- New England Purpose Built: Long Distance Information, Real Art Ways, Hartford, USA (1993)
- Thinking Aloud, Small Mansions Art Centre, London (1994)
- Wish You Were Here, BANK, London (1994)
- Glass Vitrine, INIVA Launch, London (1994)
- Free Stories, LA Galerie, Frankfurt (1995)
- Portable Fabric Shelters, London Printworks Trust, London (1995)
- Fetishism, Brighton Museum, Brighton (1995)
- Mirage, ICA, London (1995)
- Photogenetic, Street Level, Glasgow (1995)
- Cottage Industry, Beaconsfield, London (1995)
- Picturing Blackness in British Art, Tate, London (1996)
- Kiss This, Focalpoint Gallery, Southend (1996)[10]
- Video Positive: the Other Side of Zero, Bluecoat Gallery, Liverpool (2000)[9]
- New Woman Narratives, World-Wide Video Festival, Amsterdam (2000)[9]
- Century City: Art and Culture in the Modern Metropolis, Tate Modern, London (2001)[9]
- Sharjah International Biennial: 7, Sharjah (2005)
- Menschen und Orte, Kunstverein Konstanz, Konstanz (2008)[9]
- Praxis: Art in Times of Uncertainty, Thessaloniki Biennal 2, Greece (2009)[9]
- Afro Modern: Journeys through the Black Atlantic, Tate Liverpool and tour (2010)[9]
- Walls Are Talking: Wallpaper, Art and Culture, Whitworth Art Gallery, Manchester (2010)[31]
- Griot Girlz: Feminist Art and the Black Atlantic, Kunstlerhaus Büchenhausen, Innsbruck (2010)[9]
- ¡Afuera! Art in Public Spaces, Centro Cultural España/Córdoba, Argentina (2010)
- 8+8 Contemporary International Video Art, 53 Museum, Guangzhou (2011)[9]
- The Impossible Community, Moscow Museum of Modern Art (2011)[9]
- Coming Ashore, Berardo Collection Museum/P-28 Container Project, Lisbon (2011)[9]
- Black Sound White Cube, Kunstquartier Bethanien, Berlin (2011)
- Migrations: Journeys into British Art, Tate Britain (2012)
- There is no archive in which nothing gets lost, Museum of Fine Arts, Houston (2012)[32]
- Play! Re-capturing the Radical Imagination, Göteborg International Biennial of Contemporary Art 7 (2013)[9]
- Keywords, Rivington Place, London (2013)
- Speaking in Tongues, CCA, Glasgow (2014)[33]
- All the World's Futures, 56th Venice Biennale of Contemporary Art, Venice (2015)[9]
- No Colour Bar: Black British Art in Action 1960–1990, Guildhall Art Gallery, London (2015–16)

## Investigación
- 1996–2002: Post-Doctoral Fellow, University of East London
- 1996–2002: Codirectora, AAVAA (the African and Asian Visual Artists Archive)[34]
- 2004–2005: Artist Fellow, NESTA
- 2008–2011: Research Fellow, Wimbledon College of Art and Design, University of the Arts London. AHRC funded research project on the ephemeral nature of collaborative practice in art, concluding in the project The Future is Social.[35][36]
- 2015–2018: Investigadora Principal, Black Artists and Modernism (BAM) a research project on work by Black British artists and modernism[37][38]

## Publicaciones
- Gilane Tawadros, Sonia Boyce: Speaking in Tongues, London: Kala Press, 1997.
- Annotations 2/Sonia Boyce: Performance (ed. Mark Crinson, Iniva – the Institute of International Visual Arts, 1998)
- In 2007, Boyce, David A. Bailey and Ian Baucom jointly received the History of British Art Book Prize (USA) for the edited volume Shades of Black: Assembling Black Art in 1980s Britain, published by Duke University Press in collaboration with Iniva and AAVAA.
- Allison Thompson, "Sonia Boyce and Crop Over", Small Axe, Volume 13, Number 2, 2009.[6]
- Like Love, Spike Island, Bristol, and tour (ed. Axel Lapp; Berlin: Green Box Press, 2010)[39]
- Boyce co-edited the summer 2021 issue of Art History on Black British Modernism with Dorothy Price.[40]
- John Roberts, ‘Interview with Sonia Boyce’, Third Text, no.1, (Autumn 1987), 55-64[41]
- Sonia Boyce, 'Talking in Tongues’, in Storms of the Heart, edited by Kwesi Owusu[42]
- Facsimile of letter by Sonia Boyce in Veronica Ryan's: Compartments/Apart-ments[43]